# رایاچوتی
رایاچوتی (به انگلیسی: Rayachoti) یک منطقهٔ مسکونی در هند است که در Rayachoti mandal واقع شده‌است. رایاچوتی ۶۸٫۷۰ کیلومتر مربع مساحت دارد.